# 上原木呂
上原木呂（うえはら きろ、Uehara Kiro/本名:上原 誠一郎）、1948年10月23日生まれ。日本の美術家、シュルレアリスト。パフォーマー。
1890年（明治23年）創業の造り酒屋である上原酒造（現・越後鶴亀）の五代目蔵元。三味線演奏者の五代目鶴澤浅造は弟。

## 来歴

### 誕生から渡欧まで
1948年（昭和23年）10月23日、新潟県西蒲原郡峰岡村（後の巻町、現・新潟市西蒲区）竹野町に生まれる。1955年（昭和30年）巻町立竹野町小学校（現・新潟市立巻北小学校）入学。4年生の時、大和新潟店でみたフィンセント・ファン・ゴッホの絵画に感銘を受け模写を行う他、授業で習った絵画技法フロッタージュやデカルコマニーに熱中する。
1964年（昭和39年）新潟県立新潟高等学校に進学。美術部にて油絵を学び、サルバドール・ダリの《記憶の固執》や岸田劉生の《麗子像》を模写する。このころより、瀧口修造の書物に触れ、シュルレアリスムに興味をもつようになる。1967年（昭和42年）東京藝術大学美術学部芸術学科に進学。美術史の講義でジョルジョ・ヴァザーリ『美術家列伝』の原文に触れ、イタリア語に魅了される。翌年、同大学を中退。
1968年（昭和43年）より美学校に入学し、立石鐵臣の細密画工房へ通う。10月、南画廊で開催された『マルセル・デュシャン語録』刊行記念展の場で著者でもある瀧口修造とはじめて出会い、自作の詩を見せる。後に瀧口のアトリエに出入りしはじめ、コレクションの整理・修理や画材の買物や庭掃除などを手伝うようになる。1969年（昭和44年）瀧口宅の本棚でマックス・エルンストの『百頭女』に出会い、自身もはじめてのコラージュ制作を行う。最初のコラージュ作品はクルト・シュヴィッタースが絵画の中に使ったと、と瀧口から聞いた古釘と、瀧口から譲られたミニカメラのフィルムとを組み合わせたものであった。
同年11月には、唐十郎の「状況劇場」を訪ね、同劇団に加わる。俳優の根津甚八や現・人形作家の四谷シモンと交友関係を築く。1970年（昭和45年）3月末、同劇団を退団。美学校を卒業後、東京藝大の聴講生になり解剖学や生物学、顔料組成を履修。1971年（昭和46年）瀧口修造、種村季弘らに執筆を依頼した自主制作限定本『マリオネット』を刊行。

### イタリアへ
1974年（昭和49年）博物細密画を除くすべての絵とデッサン、人形などを故郷の河原で焼き、過去の創作と人間関係を清算してヨーロッパへと発つ決意をする。1976年（昭和51年）12月31日、イタリアに渡る。語学を学ぶ予定が日本人のダンス・ユニットに加わり、到着3日後にはパレルモでコンテンポラリー・ダンスを踊っていた。
1977年（昭和52年）劇場ピッコロ・テアトロ・デ・ミラーノのアルレッキーノ役者アンジェロ・コルティに師事しコッメディア・デラルテ（イタリア古典仮面喜劇）を学ぶ。1979年（昭和54年）ミュンヘンのハウス・デア・クンストで没後3年目の開催となった「マックス・エルンスト回顧展」を観るため現地に2週間滞在、実物から直接その造形を学ぶ。同年、映画監督のフェデリコ・フェリーニと知り合い、映画『ジンジャーとフレッド』の撮影に同伴する。
イタリア滞在中、19世紀の銅版画挿絵が用いられた古書を買い集める。それは69年に手にした『百頭女』の造形素材への憧れと、当時の日本では手に入らず諦めかけていた銅版画挿絵本への渇望からくる衝動であった。しかし、せっかく手にした大切なそれらを切り刻む気にはなれず、眺めて楽しむことに留まり、実際にオリジナル・コラージュ制作の素材として用いられたのは2000年代になってからである。

### 帰国
1988年（昭和63年）5月、父の病状悪化により帰国し新潟に戻るまで、約12年間のヨーロッパ滞在となった。サン・レモでめぐりあったレーゲンスブルク出身の若い画家アンティエ・グメルスも来日し、結婚。1990年（平成2年）家業の酒造業を継ぎ、五代目蔵元となる。11月、名古屋市美術館での「グループ『7』展」にカマイユ技法の油絵2点を出品する。
1991年（平成3年）9月、バルセロナに画家アントニ・タピエスを訪ね、新しいアート・オーガニゼーションのためのシンボルマークをもらい、その場でカタルーニャ語の「Les ales de laterra」 (土の翼) という名称を贈られる。
1992年（平成4年）ダダカンこと糸井貫二との交流がはじまる。
1994年（平成6年）12月、全国初の地ビール醸造免許を取得し、エチゴビール醸造所を開設する。

### 美術作家として
2000年（平成12年）チェコ滞在中、チェコ・スロバキア出身の映画監督でありシュルレアリストのヤン•シュヴァンクマイエルと知り合う。先人エルンストに影響を受けた者同士として共鳴し合い、以後親交を深めていく。
2003年（平成15年）このころより、白黒のコラージュを本格的に開始する。イタリア滞在時に収集した古書を素材に『幻獣圖絵』、『眼球國譚』、『博物誌』の連作シリーズを制作。翌2004年（平成16年）初個展「幻獣圖會」（新潟絵屋）を開催。序文『浮力場の鳥獣戯画』を種村季弘が担当、同氏の絶筆となる。
2008年（平成20年）1月、仙台にダダカンを訪ね「ダダカン裸儀」を撮影、同年9月に鬼放展ーダダカン2008・糸井貫二の人と作品」を企画、自らもオマージュ作品を出品する。
2008年よりカラーコラージュ連作に着手し《怪物のユートピア》シリーズを、翌2009年（平成21年）には《時の万華鏡》シリーズを制作する。極彩色の画面を持つカラーコラージュの素材として、浮世絵や明治・大正時代の引札、和本という日本独自の紙媒体が取り入れられた。これらは上原の父が蒐集していたものであり、幼少期よりの身近なイメージであった。2010年（平成22年）カラーの大判コラージュ連作の制作を開始。 フランス新古典主義の画家ドミニク・アングルと、19世紀のドイツの生物学者であるエルンスト・ヘッケルの図解とを組み合わせた《アングルとヘッケルのための変奏曲とフーガ》をシリーズとして制作。ルイス・キャロルの小説『不思議の国のアリス』へのオマージュとして《不思議の国のゼブラ》を制作する。
2014年（平成26年）より、その作風を一新させ、抽象表現への追求を本格的に開始。ダダやシュルレアリスムから影響を受けて生まれたアメリカ抽象表現主義のアクション・ペインティングを展開させたシリーズとして、オートマティズム（自動筆記）やデカルコマニー、フロッタージュ、ロト・デッサン、バーント・ドローイングといった様々な技術を駆使する。エルンストや瀧口修造といった、自らが敬愛する者たちの造形技法を受け継ぎながらも、和紙と墨を主に、また蒟蒻や畳、木片や素手といったオリジナルの筆記具を用いる造形実験的な抽象画としての《水墨抽象》シリーズを生み出した。
繰り返し行われている行為としての制作により、年間で2万枚以上の作品が無作為に生まれている。

## 主な展覧会歴
- 1988年 「グループ『7』展」（名古屋市美術館/愛知県）出品
- 1998年 「上原コレクション・横尾忠則展」（コズミックビル/新潟市）企画・監修
- 2004年 「幻獣圖會」（新潟絵屋/新潟市）個展
- 2005年 「種村季弘：断片としての世界展」（スパンアートギャラリー/東京都銀座）出品
- 2008年 「怪物のユートピア」（ギャラリー蔵織/新潟市）個展
- 2008年 「鬼放展ーダダカン2008・糸井貫二の人と作品」（GINZAギャラリー アーチストスペース、 Para GLOBE/高円寺）企画・監修
- 2009年 「篠原佳尾展 - 東京ローズ・セラヴィの方へ」（ギャラリー58/東京都銀座）企画・監修
- 2009年 「時の万華鏡」（画廊 Full Moon/新潟市）個展
- 2010年 「上原木呂とマックス・エルンストーシュルレアリスム東と西」（レーゲンスブルク市立美術館/ドイツ）
- 2011年 「ヤン・シュヴァンクマイエル、マックス・エルンスト、上原木呂―魔術★錬金術」（The Artcomplex Center of Tokyo/東京都）
- 2012年 「眼球國譚 上原木呂＆アンティエ･グメルス展」(画廊 Full Moon/新潟市)
- 2013年 「妖怪くん大集合!」(巻郷土資料館/新潟市)
- 2014年 「上原木呂 コラージュ作品展」(河鍋暁斎記念美術館/埼玉県)
- 2016年 「上原木呂2016 シュルレアリズム・抽象表現主義・仏画と書」（The Artcomplex Center of Tokyo）
- 2016年 「シュルレアリスムとその展開 マックス・エルンスト 上原木呂 特別招待:ヤン・シュヴァンクマイエル」（軽井沢ニューアートミュージアム/長野県）
- 2017年 「水墨抽象」（ホワイトストーンギャラリー台北/台湾）
- 2017年 「Crisscrossing East and West: The remarking of Ink Art in contemporary East Asia」（銀川現代美術館［MOCA, Yinchuan］/中国）
- 2017年 「Candy POP」（The Artcomplex Center of Tokyo）
- 2018年 「Candy POPと色彩抽象」（麻布十番ギャラリー/東京都）
- 2018年 「KIRO 2018 -造形的実験、書、仏画-」（The Artcomplex Center of Tokyo）

## パフォーマンス・舞台歴
イタリア滞在中、1977年より古典道化作法やクラシックダンス、民族舞踊、マイムを学ぶ。1978年には道化師役ではじめて仮面演技の舞台に立ち、1980年にはヴェローナのアレーナ劇場にてオペラ「トゥーランドット」のダンスを踊る。イタリア、ドイツをはじめヨーロッパ各地を巡業し、1981年にはテアトロ・オリンピコで「上原木呂 道化の夕べ」を開催するに至る。
2009年開催の新潟市主催による芸術祭「第1回 水と土の芸術祭」にて「小林嵯峨、クイビーン・オフラハラ作「神秘の家屋」を踊る」を企画プロデュース。

## 著書・関連本
- 『マリオネット』文筆:瀧口修造・種村季弘/1971年/自主制作限定本
- 『ピエロの必笑術―愉快!アイデアブック』著:上原木呂/主婦と生活社/1983年
- 『ビールを愉しむ』 著:上原誠一郎/筑摩書房/1997年
- 『夜曲』 詩:瀧口修造 版画:アンティエ・グメルス 刊行者:上原木呂/2005年/現代企画室/限定150部詩画集
- 『メルヘン・透視・錬金術ーアンティエ・グメルスの旅』 著:巖谷國士 企画・編集:上原木呂/河出書房新社/2009年
- 『上原木呂 万華鏡としてのアーティスト』著:巖谷國士/Les ales de laterra(土の翼）/2010年
- 『上原木呂とマックス・エルンストーシュルレアリスム東と西』展覧会図録/2010年
- 『眼球國譚』画:上原木呂 文:アンティエ・グメルス/2011年/Les ales de laterra(土の翼）
- 『ヤン•シュヴァンクマイエル、マックス・エルンスト、上原木呂展』土の翼・SEU実行委員会/2011年
- 『シュルレアリスムとその展開 マックス・エルンスト 上原木呂 特別招待:ヤン・シュヴァンクマイエル』展覧会図録/一般財団法人Karuizawa New Art Museum/2017年
- 『上原木呂 水墨抽象 Abstract Expression in Ink of Kiro Uehara』文筆:海上雅臣/2018年/土の翼